# Mia Medved
Mia Medved, slovenska kajakašica na mirnih vodah, * 4. junij 1999.
Prvi članski mednarodni uspeh je dosegla na evropskem prvenstvu leta 2024 v Szegedu, ko je v disciplini K-2 200 m osvojila srebrno medaljo skupaj z Anjo Osterman.